# (400110) 2006 TC125
(400110) 2006 TC125 es un asteroide perteneciente al cinturón de asteroides, descubierto el 4 de octubre de 2006 por el equipo del Mount Lemmon Survey desde el Observatorio del Monte Lemmon, Arizona, Estados Unidos.

## Designación y nombre
Designado provisionalmente como 2006 TC125.

## Características orbitales
2006 TC125 está situado a una distancia media del Sol de 2,609 ua, pudiendo alejarse hasta 3,077 ua y acercarse hasta 2,141 ua. Su excentricidad es 0,179 y la inclinación orbital 3,106 grados. Emplea 1539,76 días en completar una órbita alrededor del Sol.

## Características físicas
La magnitud absoluta de 2006 TC125 es 17,1.